# Geografia do Barém

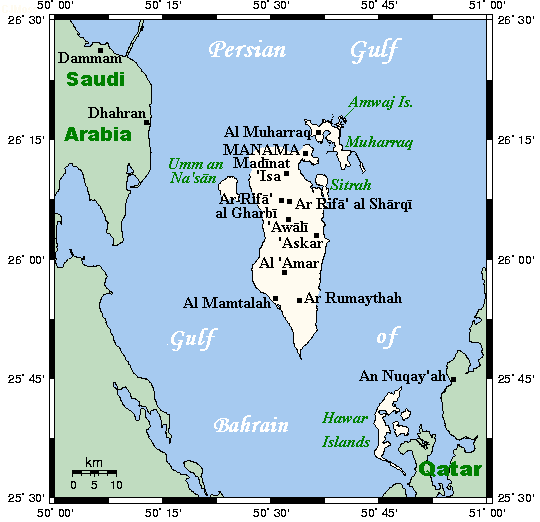
Mapa do Barém

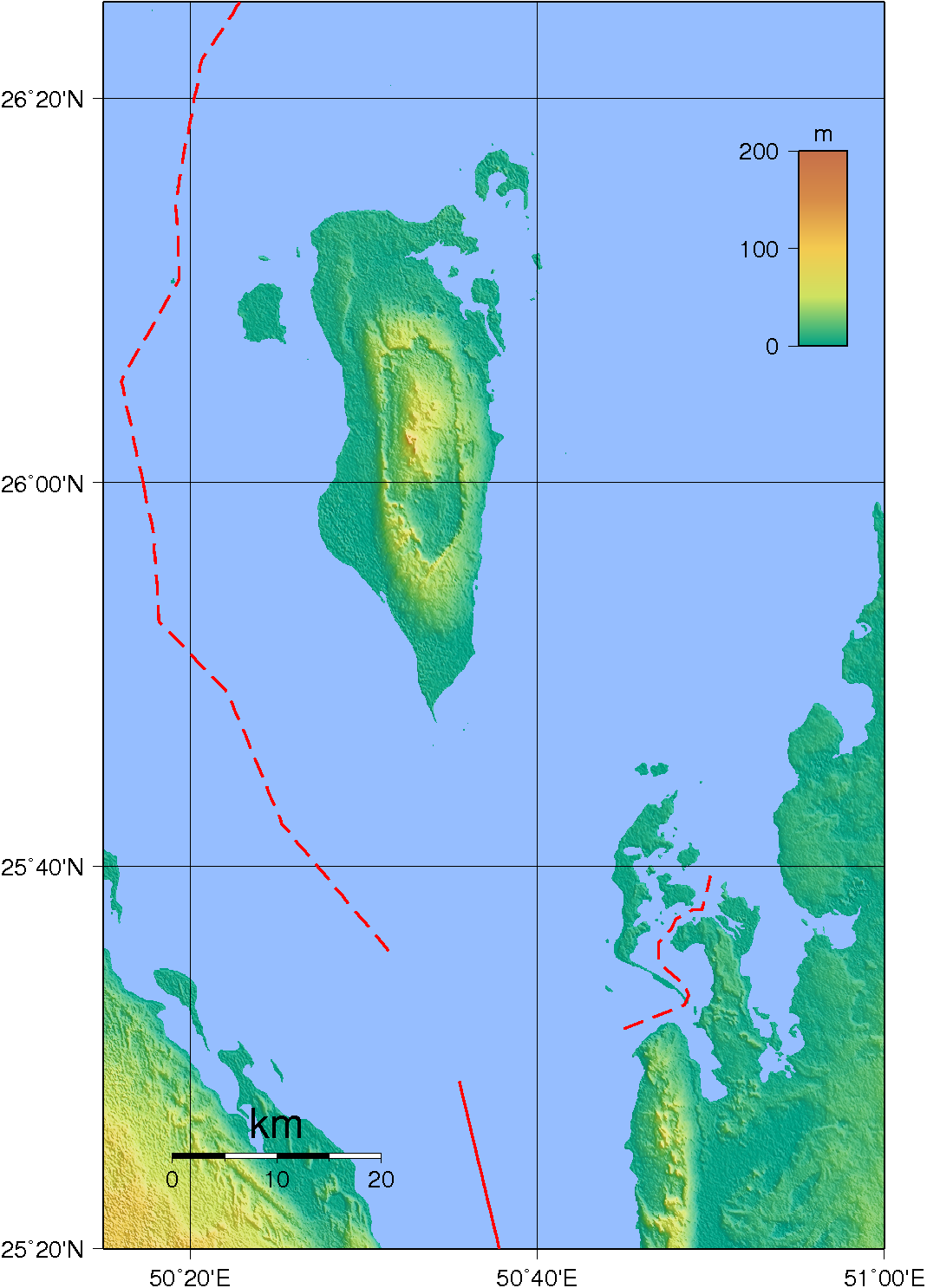
Topografia do Barém

Geografia do Barém refere-se aos aspectos físicos naturais do Reino do Barém, que consiste na ilha do Barém e outras 33 ilhas menores, situadas no golfo do Barém, no golfo Pérsico, ao largo da costa norte da península Arábica. A capital do Barém é a cidade de Manama. As ilhas ficam a cerca de 24 quilômetros da costa leste da Arábia Saudita e a 28 quilômetros do Catar. A área total do país é de cerca de 694 quilômetros quadrados, cerca de quatro vezes o tamanho do Distrito de Columbia.
A ilha do Barém é responsável por cerca de 78% da área terrestre do reino, compreendendo 604 quilômetros quadrados. Tem 48 quilômetros de comprimento de norte a sul e em seu ponto mais largo se estende por 16 quilômetros de leste a oeste. A ilha é cercada por vários dos grandes campos de petróleo do Oriente Médio e ocupa uma posição estratégica em meio às rotas de navegação do golfo Pérsico.

## Clima
O Barém possui um clima árido e o país possui apenas duas estações: um verão extremamente quente e um inverno relativamente ameno.
Durante os meses de verão, de abril a outubro, as temperaturas médias da tarde são de 40°C e podem chegar a 46°C durante maio, junho e julho. A combinação de calor intenso e alta umidade torna esta estação desconfortável. Além disso, um vento quente e seco do sudoeste, conhecido localmente como qaws, sopra periodicamente nuvens de areia pelo árido extremo sul do Barém em direção a Manama no verão.
As temperaturas são moderadas nos meses de inverno, de novembro a março, quando a variação está entre 10 e 20 °C. No entanto, a umidade geralmente sobe acima de 90% no inverno. De dezembro a março, os ventos predominantes do noroeste, conhecidos como shamal, trazem ar úmido sobre as ilhas. Independentemente da estação, as temperaturas diárias são bastante uniformes em todo o arquipélago.